# Zingiber malaysianum
Zingiber malaysianum är en enhjärtbladig växtart som beskrevs av Chong Keat Lim. Zingiber malaysianum ingår i släktet Zingiber och familjen Zingiberaceae. Inga underarter finns listade i Catalogue of Life.

## Bildgalleri

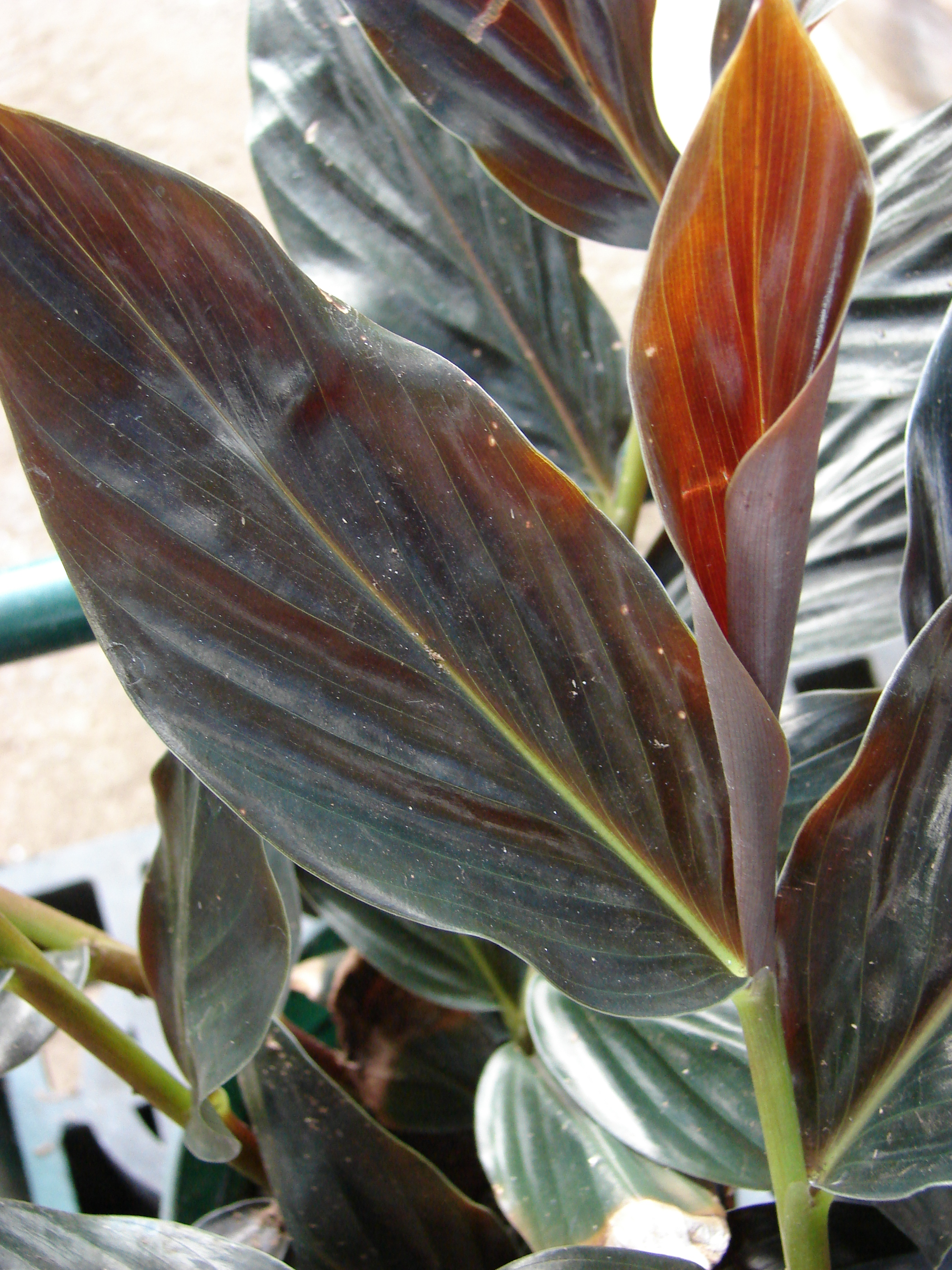
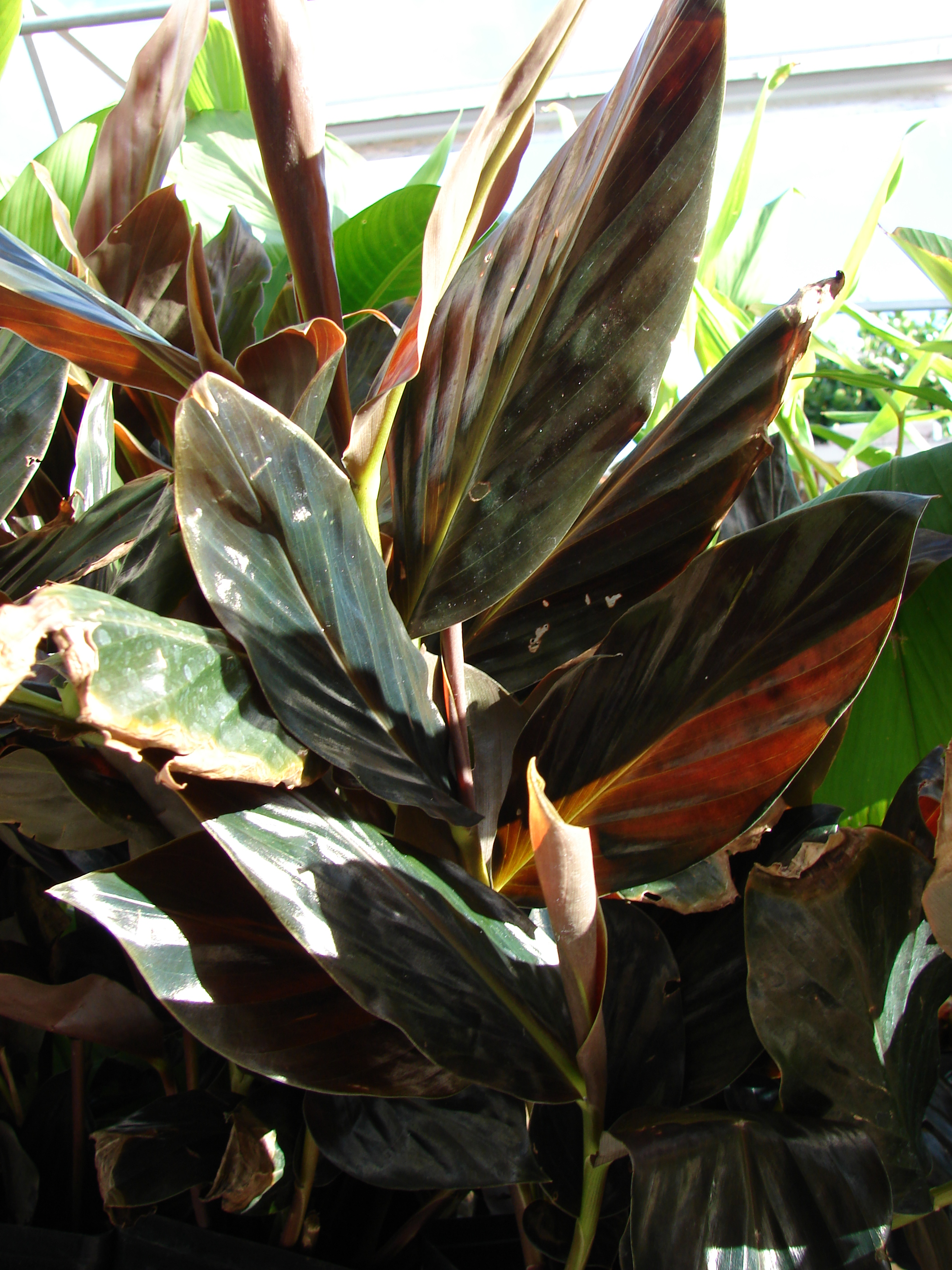
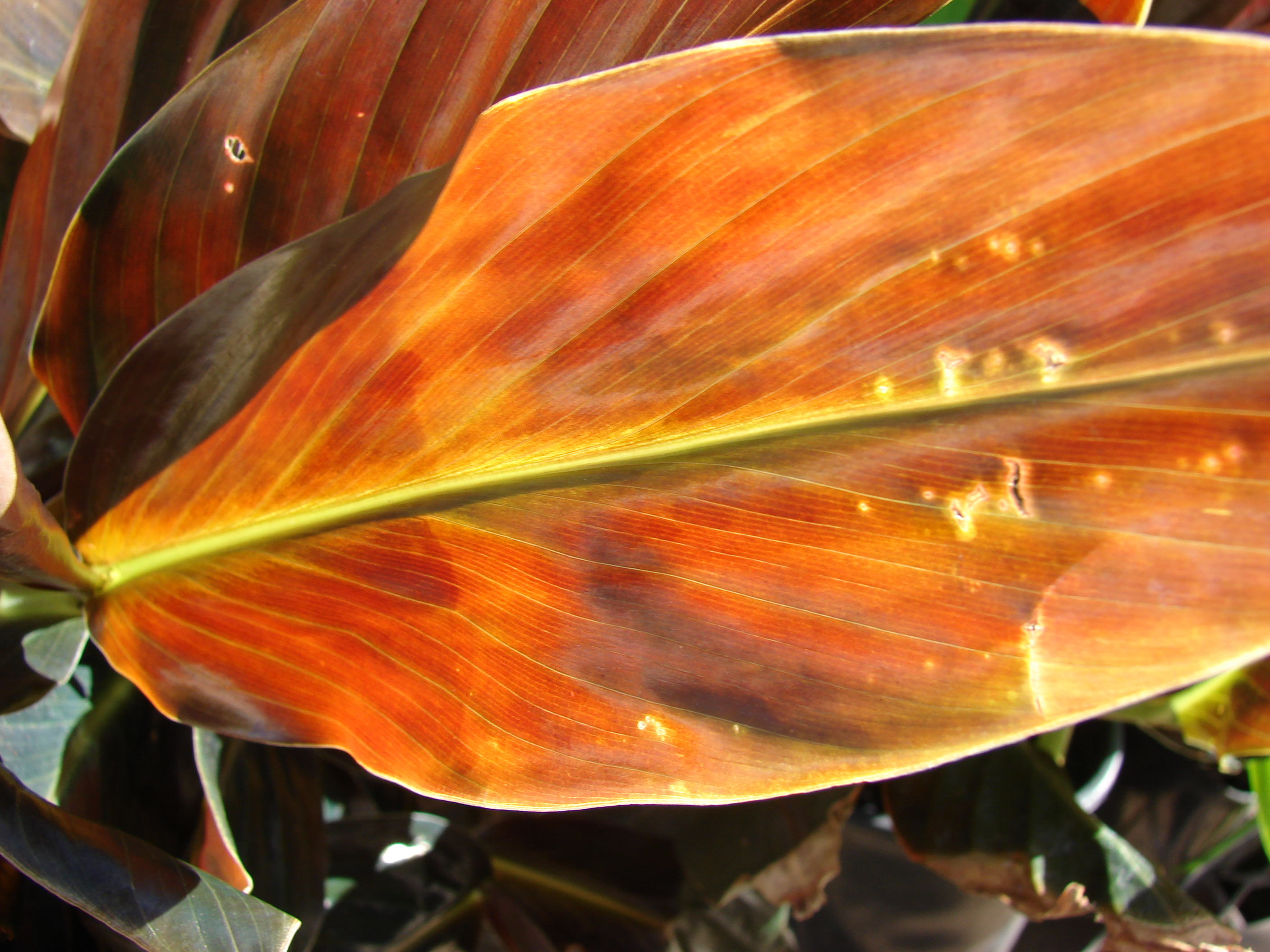
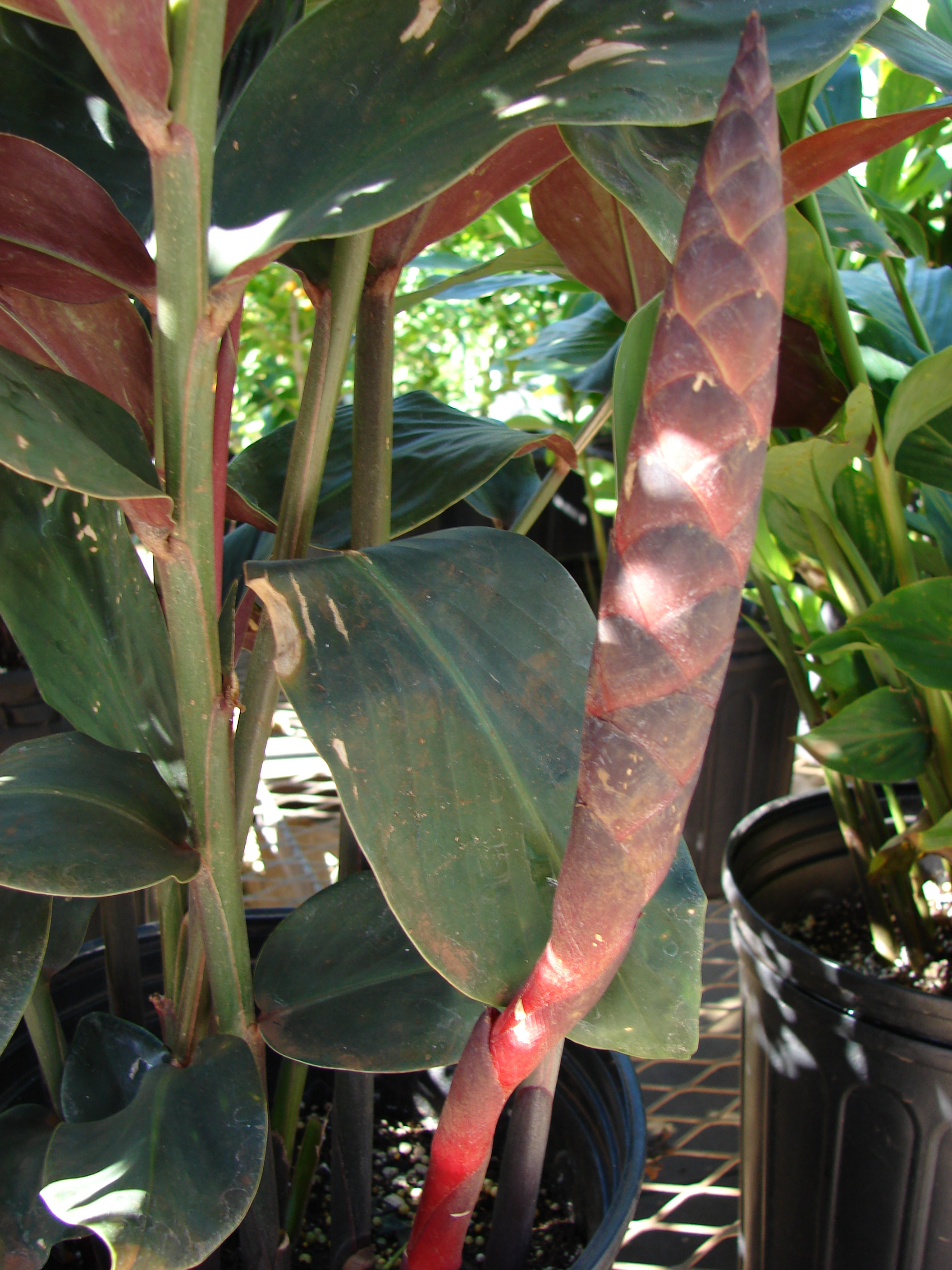